# معغان
معغان ((بالعبرية: מַעֲגָן)، حرفياً ميناء) هو كيبوتس في شمالي إسرائيل. يقع على الشاطئ الجنوبي لبحيرة طبريا، ويندرج ضمن اختصاص مجلس عيمق هياردن الإقليمي. في عام 2006 كان عدد سكانه 323.
تأسست القرية في عام 1949 من قبل مهاجرين من ترانسيلفانيا. عامي أيالون الذي نشأ في الكيبوتس من بين السكان البارزين.
أقيم الكيبوتس على أرض تابعة لقرية سمخ الفلسطينية، التي هُجرت في عام 1948.

## الثبت المرجعي
- موريس، بيني (2004), The Birth Of The Palestinian Refugee Problem Revisited, Cambridge University Press, ISBN 0-521-00967-7
- الخالدي، وليد (1992)، All That Remains، واشنطن العاصمة: مؤسسة الدراسات الفلسطينية، ISBN:0-88728-224-5